# Wilhelm Goldmann
Wilhelm Goldmann (ur. 25 lutego 1897 w Sadach koło Niemodlina, zm. 24 kwietnia 1974 w Wollerau w Kantonie Schwytz w Szwajcarii), jeden z największych niemieckich wydawców.
Goldmann, był synem rektora miejscowej szkoły i kantora. W początkowym okresie zajmował się handlem książkami, później został wspólnikiem księgarni w Dreźnie. W 1922 roku założył w Lipsku wydawnictwo pod nazwą „Wilhelm Goldmann Verlag”. W 1928 roku uzyskał prawa wyłączności na druk powieści Edgara Wallace, co pozwoliło mu na znaczny rozwój wydawnictwa. Po II wojnie światowej Goldmann powrócił do Lipska. W 1946 roku został aresztowany przez sowiecką administrację wojskową w Niemczech i został osadzony w byłym obozie koncentracyjnym w Buchenwaldzie, gdzie przebywał do 1950 roku. Po zwolnieniu z więzienia przeniósł się do Monachium, gdzie w 1950 roku ponownie uruchomił swoje wydawnictwo. Firma rozwinęła się w następnych latach i w 1963 roku została przekształcona w spółkę akcyjną, stając się jednym z największych niemieckich wydawców. Od 1977 roku wydawnictwo Goldmanna należy do grupy Random House Publishing Group, Inc.
Ostatnie lata życia Goldmann spędził w Szwajcarii.